# Episodi di Ultimate Spider-Man (seconda stagione)
La seconda stagione della serie animata Ultimate Spider-Man viene trammessa dal 21 gennaio 2013 sul canale statunitense Disney XD e in Italia viene trasmessa dal 24 giugno 2013 sul canale Disney XD Italia.
| n° | Titolo originale               | Titolo italiano                               | Prima TV USA      | Prima TV Italia   |
| -- | ------------------------------ | --------------------------------------------- | ----------------- | ----------------- |
| 27 | The Lizard                     | La lucertola                                  | 21 gennaio 2013   | 24 giugno 2013    |
| 28 | Electro                        | Electro                                       | 21 gennaio 2013   | 25 giugno 2013    |
| 29 | The Rhino                      | Il rinoceronte                                | 27 gennaio 2013   | 26 giugno 2013    |
| 30 | Kraven The Hunter              | Kraven il cacciatore                          | 3 febbraio 2013   | 27 giugno 2013    |
| 31 | Hawkeye                        | Occhio di Falco                               | 10 febbraio 2013  | 28 giugno 2013    |
| 32 | The Sinister Six               | I Sinistri Sei                                | 17 febbraio 2013  | 29 giugno 2013    |
| 33 | Spidah-Man!                    | Spidah-Man                                    | 24 marzo 2013     | 30 giugno 2013    |
| 34 | Carnage                        | Carnage                                       | 31 marzo 2013     | 15 settembre 2013 |
| 35 | House Arrest                   | Arresti domiciliari                           | 7 aprile 2013     | 22 settembre 2013 |
| 36 | The Man-Wolf                   | L'uomo-lupo                                   | 14 aprile 2013    | 29 settembre 2013 |
| 37 | Swarm                          | Sciame                                        | 9 giugno 2013     | 6 ottobre 2013    |
| 38 | Itsy Bitsy Spider-Man          | Piccolo ragnetto Spider-Man                   | 9 giugno 2013     | 13 ottobre 2013   |
| 39 | Journey of the Iron Fist       | Il viaggio di Iron-Fist                       | 16 giugno 2013    | 19 ottobre 2013   |
| 40 | The Incredible Spider-Hulk     | L'incredibile Spider-Hulk                     | 23 giugno 2013    | 15 dicembre 2013  |
| 41 | Ultimate Deadpool              | Ultimate Deadpool                             | 7 luglio 2013     | 22 dicembre 2013  |
| 42 | Venom Bomb                     | La bomba Venom                                | 14 luglio 2013    | 29 dicembre 2013  |
| 43 | Guardians of the Galaxy        | I Guardiani della Galassia                    | 21 luglio 2013    | 5 gennaio 2014    |
| 44 | The Parent Trap                | Genitori in trappola                          | 28 luglio 2013    | 12 gennaio 2014   |
| 45 | Stan By Me                     | Una squadra insolita                          | 4 agosto 2013     | 19 gennaio 2014   |
| 46 | Game Over                      | Game Over                                     | 29 settembre 2013 | 27 gennaio 2014   |
| 47 | Blade (1)                      | Blade e gli Howling Commandos (prima parte)   | 5 ottobre 2013    | 2 febbraio 2014   |
| 48 | The Howling Commandos (2)      | Blade e gli Howling Commandos (seconda parte) | 5 ottobre 2013    | 9 febbraio 2014   |
| 49 | Second Chance Hero             | Una seconda possibilità                       | 20 ottobre 2013   | 23 febbraio 2014  |
| 50 | Sandman Returns                | Il ritorno dell'Uomo Sabbia                   | 27 ottobre 2013   | 2 marzo 2014      |
| 51 | Return of the Sinister Six (1) | Il ritorno dei Sinistri Sei                   | 3 novembre 2013   | 9 marzo 2014      |
| 52 | Ultimate (2)                   | Ultimate                                      | 10 novembre 2013  | 16 marzo 2014     |

## La lucertola
Il team di Spider-Man cerca di trovare il nuovo nascondiglio del Dottor Octopus, ma trovano solo una custodia contenente dei flaconi basati su DNA di animali. Il Dottor Connors, incuriosito, si inietta un flacone basato sul DNA delle lucertole. Tra lo stupore di tutti, il liquido fa ricrescere il braccio sinistro dello scienziato ma, all'improvviso, gli effetti del siero prendono il sopravvento e trasformando Connors nel letale Lizard.

## Electro
Il criminale Electro prende il controllo di tutta l'energia elettrica della città, e si trasforma in Electro 2.0, molto più potente della sua forma precedente. Grazie ad un astuto stratagemma, Spider-Man e il suo team lo ritrasformano nel vecchio Electro e lo sconfiggono.

## Il rinoceronte
- Titolo alternativo italiano proposto da Disney+: Rhino

Spider-Man e i suoi compagni devono fermare Rhino, un mostro che stranamente attacca soltanto Flash Thompson. Dopo una serie di attacchi, Spider-Man e Power-Man scoprono che il mostro è in realtà un ragazzino di nome Alex, che si trasforma in Rhino bevendo continuamente un liquido inventato da Octopus (simile a quello che ha trasformato il Dottor Connors in Lizard, ma basato sul DNA dei rinoceronti).

## Kraven il cacciatore
Il team è alle prese con un problema riguardante la loro amica Ava (alias White Tiger); essa infatti perde continuamente il controllo del suo amuleto ed inizia ad attaccare tutti. Il team scopre che le perdite di controllo di Ava sono dovute ad un suono sibilante che proviene dal fischio di Kraven il cacciatore, uccisore del padre di Ava, l'originale White Tiger. Il cacciatore vuole infatti arrivare all'Amuleto di Giada che, se controllato bene (come fa Ava) dona superpoteri ma, se controllato male, trasforma il suo possessore in un mostro metà uomo e metà tigre bianca.

## Occhio di Falco
- Titolo alternativo italiano proposto da Disney+: Hawkeye

Spider-Man e il vendicatore Occhio di Falco devono fermare Beetle, tornato per l'ennesima volta in azione per impedire la ricostruzione dell'elivelivolo dello S.H.I.E.L.D.

## I Sinistri Sei
I Sinistri Sei, un team creato dal Dr.Octopus (e composto da Rhino, Beetle, Lizard, Kraven il cacciatore ed Electro), vogliono vendicarsi di Spider-Man che, grazie all'aiuto di Nova, White Tiger, Iron Fist e Power-Man, sconfigge i nemici.

## Spidah-Man
Spider-Man viene convocato a Boston, dove è una vera superstar. Lì viene adulato da tutti e gli viene addirittura assegnato un assistente, ma Spider-Man rifiuta di volerlo al suo fianco. Poco dopo compaiono in città tre criminali che si fanno chiamare Boston Terroriers. Purtroppo i criminali sono forniti di congegni ipertecnologici e battono Spider-Man. Portato al cospetto del capo dei tre criminali, il tessi-ragnatele scopre la vera identità di quest'ultimo, cioè l'assistente rifiutato da Spider-Man. Una volta date le spiegazioni del rifiuto (che è dovuto al fatto che Spider-Man non voleva mettere a rischio la vita del ragazzo), Steel Spider (cioè l'alter ego supereroe dell'assistente) libera il tessi-ragnatele ed insieme sconfiggono i Boston Terroriers. Dopo ciò, Spider-Man lascia Boston e tutti i privilegi che aveva lì, mentre Steel Spider diventa il nuovo eroe ufficiale della sua cittadina.

## Carnage
Mentre è in giro con Harry Osborn, Peter Parker viene rapito dal Goblin, che gli inietta nel corpo "Carnage", un nuovo simbionte. Sotto il controllo del mostro rosso e nero, Peter attacca la casa di Harry, che per liberare il suo amico assorbe il simbionte e si ritrasforma in Venom (rinchiudendo definitivamente Carnage all'interno del suo corpo). Fatto ciò, Venom e Spider-Man si alleano per sconfiggere il Goblin, ma il simbionte nero in realtà vuole distruggerlo definitivamente e perciò si ritorce ancora contro il tessi-ragnatele. L'esito della battaglia non è né positivo né negativo perché Harry riesce a liberarsi di Venom e Carnage una volta per tutte consegnandoli allo S.H.I.E.L.D., ma il Goblin riesce a scappare.

## Arresti Domiciliari
Dopo aver sconfitto Grizzly, un ladro dotato di un esoscheletro a forma d'orso, Spider-Man torna a casa e trova il resto della squadra molto impegnata nel preparare una festa. Purtroppo Peter deve ricordar loro che la casa è super sorvegliata dallo S.H.I.E.L.D. e, cercando di rimediare, i ragazzi attivano il sistema di sorveglianza della casa ed essa diventa una specie di prigione con droni e robot. Dopo aver disattivato il sistema di sorveglianza, la casa viene completamente distrutta, ma lo S.H.I.E.L.D., che aveva pensato ad una situazione del genere, sostituisce la casa distrutta con una sua copia nuova di zecca. Purtroppo Peter scopre anche che l'elivelivolo è stato ricostruito ed il team deve lasciare casa Parker, perciò la festa era un ringraziamento a sorpresa per Peter.

## L'uomo-lupo
I ragazzi scoprono con piacere che lo S.H.I.E.L.D. non si è limitato a ricostruire l'elivelivolo, ma l'ha potenziato e rinominato Trivelivolo. La nuova base è costituita da tre parti distaccabili, ognuna con una funzione diversa: c'è infatti l'Astrovelivolo (la parte sul retro, utile per le esplorazioni spaziali); l'Acquavelivolo (la parte davanti, utile per le esplorazioni subacquee) e lo Stratovelivolo (la parte di mezzo, utile per le esplorazioni sulla terraferma). Usando l'Astrovelivolo e delle tute spaziali, il team di Spider-Man raggiunge la Luna per salvare John Jameson, figlio di J. Jonah Jameson. L'uomo, però, toccando un cristallo alieno, si trasforma nell'Uomo-Lupo. Grazie all'aiuto di Spider-Man, John ritorna in sé ma con un aspetto per metà lupo, che imparerà a controllare grazie allo S.H.I.E.L.D.

## Sciame
Spider-Man costruisce un piccolo robot, chiamato "ragno-spia", per tenere sotto controllo Fenomeno; la sua invenzione però, fallisce miseramente ed a fermare il criminale ci pensa Iron-Man. Tony Stark rimprovera Spider-Man perché il ragazzo crede che la tecnologia sia tutto, contrariamente a tutto ciò in cui crede Iron-Man. Per scusarsi, Spider-Man va alle Stark Industries dove, insieme ad Tony, combatte dei robot impazziti. L'artefice di tutto ciò è Michael, un dipendente che vuole distruggere Iron-Man perché il genio miliardario non ha approvato una sua invenzione. Davanti a tutti, Michael usa la sua tecnologia e scompone il suo corpo in atomi; dopo ciò prende il controllo della ragno-spia e la moltiplica all'infinito, diventando Sciame, un criminale che può ingrandirsi e assumere qualunque forma. Insieme ad Iron-Man, Spider-Man riesce a disattivare tutte le ragno-spie, sconfiggendo Sciame e capendo la lezione sulla tecnologia che voleva impartirgli Tony.

## Piccolo ragnetto Spider-Man
Usando la mistica Pietra delle Norne, Loki trasforma Thor e la squadra di Spider-Man in bambini. Essendo così diventato il primogenito di Odino, Loki ha diritto ad usare le armi Asgardiane, tra cui il Distruttore, una potentissima armatura creata per distruggere qualunque cosa. Dopo un primo combattimento nel Trivelivolo, la lotta si sposta in città, dove Loki entra nel Distruttore prendendone personalmente il controllo. Entrati in un negozio di giocattoli, gli eroi usano abilmente le loro abilità di bambini ed alla fine l'unico a restare piccolo è proprio Loki, poiché gli altri tornano normali.

## Il viaggio di Iron-Fist
Mentre si allenano, Spider-Man ed Iron-Fist vengono attaccati da Scorpion, un guerriero K'Un Lun che odia da sempre Iron-Fist. Sventato l'attacco, Iron-Fist e Spider-Man vengono portati a K'Un Lun, dove si scopre che Danny non è sempre stato un monaco. Il ragazzo era il figlio di un miliardario proprietario delle Rand Industries ma, non volendo seguire quella vita, si fece monaco e fu scelto per governare K'Un Lun in futuro. Quel giorno è arrivato e Danny deve superare un'ultima prova per diventare re ma, data la sua temporanea cecità dovuta ad un taglio velenoso, non può farlo. Sceglie allora Spider-Man come suo rappresentante e l'eroe non può far altro che accettare; iniziata la prova di abilità, Spider-Man e Scorpion si fanno strada in un tortuoso percorso. Arrivato quasi alla fine, Scorpion cade vittima di una delle tante illusioni del percorso e rischia di essere soffocato dalla sua avidità. Grazie a Spider-Man, Scorpion è salvo ma taglia per primo il traguardo; nonostante ciò il vincitore è il tessi-ragnatele, perché la vera prova non era di abilità, ma di umiltà. I grandi monaci, vedendo che Randy vorrebbe ritornare allo S.H.I.E.L.D., gli concedono un anno di tempo per andare dove vuole.

## L'incredibile Spider-Hulk
Utilizzando i suoi poteri, Mesmero convince Nick Fury ad eseguire un folle esperimento per rendere Hulk intelligente. Durante l'esperimento, in cui Mesmero è logicamente coinvolto, Spider-Man ed Hulk si trovano l'uno nel corpo dell'altro come successe tempo fa con Wolverine. Mentre Spider-Man (nel corpo di Hulk) deve vedersela con La Cosa e lo S.H.I.E.L.D. ed Hulk (nel corpo di Spider-Man) viene aiutato da White Tiger a trovare il suo corpo, Mesmero ha rapinato una banca ed ha intenzione di scomparire dalla circolazione. Spider-Man, fortunatamente, riesce a risolvere la situazione e costringe il criminale a far tornare tutto alla normalità.

## Ultimate Deadpool
Al Trivelivolo ritorna Deadpool, un supereroe che si addestrava con lo S.H.I.E.L.D. tempo prima della comparsa di Spider-Man. Un giorno Deadpool si stancò di stare agli ordini di Fury e pensò di vivere da solo usando le sue molteplici abilità, come il fattore rigenerante o le tanti armi in suo possesso. Spider-Man accetta di aiutarlo in una missione molto importante; Taskmaster ha infatti rubato la lista delle identità segrete dei supereroi ed ha intenzione di venderla. Nonostante i folli metodi di Deadpool, tutto va inizialmente bene; dovendo però sconfiggere certi scagnozzi di supercattivo l'eroe rivela di aver intenzione di uccidere i criminali, infrangendo così la prima regola di ogni eroe. Tentando di fermarlo, Spider-Man scopre anche che in realtà è stato Deadpool a rubare la lista ed a rivenderla e capisce anche che lui è un mercenario, eroe disposto a tutto in cambio di denaro.

## La bomba Venom
Dopo un breve scontro con Goblin, Spiderman e gli altri riescono a catturarlo ed egli viene portato sul Trivelivolo. In poco tempo, però, il mostro libera una piccola parte di Venom che aveva conservato ed essa si unisce con la restante quantità di simbionte presente sul velivolo. Il rinato Venom prende il controllo di una gran parte degli agenti S.H.I.E.L.D. e per evitare che i vari "cloni" invadano anche la città la parte del Trivelivolo in cui si trovavano viene distaccata dal resto; purtroppo essa è l'Astrovelivolo, quindi parte nello spazio con al suo interno il Goblin, Spider-Man ed il Dott. Octopus. Poiché le copie diventano troppe, Spider-Man indossa l'armatura Iron-Spider e chiede al Dott. Octopus di preparare un antidoto anti-Venom. Nel frattempo proprio Venom si attacca al corpo di Goblin, potenziandolo. Finito l'antidoto, esso viene iniettato al Goblin-Venom. Stranamente tutte e due le trasformazioni vengono annullate, liberando così Norman Osborne. Venom viene poi spedito nello spazio mentre Iron-Spider viene riparata e l'Astrovelivolo torna sulla Terra.

## I Guardiani della Galassia
Spider-Man incontra per puro caso Rocket Raccoon, un essere parlante simile ad un procione, e finisce insieme a lui su un'astronave, dove c'è anche Nova. Il ragazzo, infatti, prima di entrare nello S.H.I.E.L.D. faceva parte di una squadra di eroi intergalattici, i Guardiani della Galassia, ed ora è stato nuovamente convocato da loro. Gli eroi devono infatti fermare e sconfiggere Korvac, leader di una specie aliena nota come Chitauri, che vuole distruggere la Terra perché essa è la casa di molti eroi che potrebbero ostacolare i suoi piani. Quando la squadra è al completo, inizia un duro combattimento e nel mentre Spider-Man conosce i vari componenti e le loro abilità. Essi sono: il già Rocket Raccoon, dagli artigli affilati, dotato di un jetpack ed una pistola a raggi laser; Groot, essere vegetale molto forte e grande, delle sembianze di un arbusto; Drax e Gamora, guerrieri molto forti ed agili, entrambi dalla pelle verde; e Star-Lord, capo della squadra per metà alieno e per metà umano, che combatte usando la sua pistola degli elementi. Grazie alla straordinaria potenza di Nova, la Terra è salva e i Chitauri distrutti.

## Genitori in trappola
Spider-Man, Power-Man e lo S.H.I.E.L.D. stanno attaccando la base segreta di Scorpio e dei guerrieri Zodiak, che si trova in un vulcano. Da un monitor, Luke scopre che i suoi genitori creduti morti lavorano in realtà con gli Zodiak. Power-Man racconta allora a Spider-Man la sua storia: i suoi genitori erano scienziati dello S.H.I.E.L.D. che lavoravano al siero del supersoldato. Tornando da un viaggio di lavoro, gli Zodiak attaccarono i tre e per salvare loro figlio, i due scienziati lo trasformarono nel Power-Man di oggi. Arrivato dai suoi genitori, Luke non viene riconosciuto da essi e sul luogo sopraggiunge Scorpio. Quest'ultimo si inietta il siero non completo del supersoldato e diventa un mostro deforme che rischia di scoppiare. Grazie all'incredibile invincibilità di Power-Man, Scorpio scoppia e torna nuovamente alle sue dimensioni, mentre i genitori si salvano e tornano allo S.H.I.E.L.D. dopo aver ritrovato loro figlio.

## Una squadra insolita
Lizard si insidia nella scuola e comincia ad attaccare i presenti. Fortunatamente è notte e gli unici rimasti sono Peter, Harry, Mary Jane Watson, Phil Coulson e Stan, bidello e custode della scuola (basato su Stan Lee). Il primo ad essere preso in ostaggio è Coulson, a cui seguono Harry e Mary Jane. Peter è già riuscito a dileguarsi mentendo agli altri e ritorna con l'identità di Spider-Man. Grazie al formidabile intuito di Stan, i due trovano il covo di Lizard ed anche una strana macchina per il controllo mentale. All'improvviso, Stan sfodera armi ipertecnologiche e salva gli ostaggi mentre Spidey usa la macchina per liberare il Dott. Connors dalle sue sembianze di Lizard. La macchina, però, ha l'effetto contrario e Lizard diventa completamente una lucertola mostruosa. Mentre quest'ultimo scappa, i cinque si mettono in salvo ed il giorno dopo Peter scopre che Stan è stato sia un fondatore dello S.H.I.E.L.D. che un suo membro migliore.

## Game Over
Spider-Man, Capitan America e Wolverine devono fermare Arcade, un mutante capace di controllare tutte le apparecchiature elettroniche, grandi o piccole che siano. Questo criminale ha intenzione di scatenare una terza guerra mondiale usando dei missili atomici. I tre eroi vengono però catapultati in una specie di videogiochi e la loro logica non funziona in essi; soltanto Spider-Man sembra sapere cosa fare ed i due eroi si complimentano con lui per essere riuscito in quello in cui loro avevano fallito.

## Blade e gli Howling Commandos (prima parte)
- Titolo alternativo italiano proposto da Disney+: Blade

Spider-Man e la sua squadra vengono mandati ad aiutare Blade, un vampiro con sembianze umane. Precisamente, egli è l'unico vampiro che resiste alla luce del sole ed il suo compito consiste nel fermare Dracula, re dei vampiri. Blade è ben armato di spade, lame ed armi affilate di ogni tipo; possiede anche molti dispositivi che riproducono i raggi ultravioletti, gli stessi del sole, letali ai vampiri. La squadra viene attaccata dai Vampiri Ombra, che non sono vampiri a tutti gli effetti ma copie non troppo potenti. Dracula cerca di ricostruire l'Ark, un manufatto egiziano che, se ricostruito, permetterà ai Vampiri di uscire allo scoperto anche di giorno. L'Ark è diviso in due parti e lo S.H.I.E.L.D. ne possiede già la prima. Mentre recuperano la seconda, i vari componenti della squadra vengono ipnotizzati da Dracula; sopravvivono solo Spider-Man e Blade. Qui l'episodio si interrompe; Blade promette di salvare la squadra di Spider-Man mentre quest'ultimo viene richiamato al Trivelivolo per consegnare le due parti dell'Ark.

## Blade e gli Howling Commandos (seconda parte)
- Titolo alternativo italiano proposto da Disney+: Gli Howling Commandos

Giunto al Trivelivolo, Spider-Man conosce gli Howling Commandos, essi sono una delle tantissime squadre segrete dello S.H.I.E.L.D. conosciute solo da Nick Fury. Specializzati in minacce che riguardano mostri o esseri sovrannaturali, gli Howling Commandos sono formati da Werewolf by Night, un licantropo, dalla Mummia Vivente e dal Mostro di Frankenstein. Usando il Monster Truck (un vero e proprio monster truck capace di volare, il loro mezzo di trasporto), i Commandos e Spider-Man giungono in Transilvania; lì, Dracula ruba entrambe le parti dell'Ark. In quel momento sopraggiunge anche l'Uomo Cosa, essere vegetale con poteri sovrannaturali, ultimo membro degli Howling Commandos. I cinque incontrano anche Blade ed insieme fanno tornare in sé il resto della squadra di Spider-Man. All'esterno del castello, Dracula sta per riunire l'Ark ma Spider-Man lo ferma; dopodiché giunge l'alba ed il re dei Vampiri si dissolve. La Mummia Vivente, improvvisamente, ruba l'Ark, lo riunisce e diventa un faraone gigante; subito dopo raggiunge New York con un portale "magico" e minaccia di distruggere la città. Il suo vero scopo, però, è quello di distruggere Nick Fury; i dieci eroi raggiungono New York ed inizia un combattimento. Le due squadre collaborano e distruggono l'Ark, la Mummia Vivente abbandona ovviamente gli Howling Commandos ed al suo posto, anche se un po' contrariato, nella squadra entra Blade.

## Una seconda possibilità
Norman Osborn è guarito e non è più il Green Goblin! Sarà vero? Spider-Man scopre che Osborn (il quale sta faticosamente cercando di recuperare un buon rapporto con suo figlio Harry) ha iniziato ad indossare un'armatura simile a quella di Iron-Man, ma con i colori del costume di Capitan America. Si fa chiamare Iron Patriot e vuole essere il nuovo supereroe di New York City; ma quello di Osborn è davvero un cammino di redenzione, oppure l'inizio di un nuovo astuto piano diabolico?

## Il ritorno dell'Uomo Sabbia
- Titolo alternativo italiano proposto da Disney+: Il ritorno di Sandman

Spider-Man cerca di aiutare Uomo Sabbia a diventare un eroe, ma scopre presto che il suo nuovo amico Flint Marko non riesce a controllare i suoi vecchi istinti collerici. Riuscirà Peter a far cambiare l'Uomo Sabbia, o resterà coinvolto in un altro guaio?

## Il ritorno dei Sinistri Sei
Il Dottor Octopus e Lizard irrompono nella prigione per supercriminali di Riker's Island, liberando Rhino, Electro, Kraven e Scorpione e dotando ciascuno di essi con armature da battaglia costruite con tecnologia Oscorp rubata dai laboratori di Norman Osborn. La squadra di Spider-Man e Iron Patriot vengono inviati da Nick Fury ad affrontare questi nuovi Sinistri Sei, e mentre Spider-Man è determinato ad iniettare a Lizard una formula che gli renderà le sembianze umane del dottor Connors ancora una volta, il Dottor Octopus mette in atto il suo piano per trasformare nuovamente Osborn nel Green Goblin...

## Ultimate
La squadra di Spider-Man è stata goblinizzata e tocca quindi a Spidey salvarla ed evitare che l'isola di Manhattan si goblinizzi, grazie anche al siero del dottor Connors creato per curare Goblin. Spider-Man lo utilizzerà per salvare la squadra, anche parlando dei loro ideali e ricordi.